# 氷川神社 (朝霞市下内間木)
氷川神社（ひかわじんじゃ）は、埼玉県朝霞市の神社。

## 歴史
創建年代は不明である。ただ江戸時代後期の地誌『新編武蔵風土記稿』に記載されていること、当初は西福寺の境内社であり、西福寺の開山の香泉は1630年（寛永7年）の寂とされていることから、江戸時代初期に創建されたものと推測される。境内社にしては規模が大きく、下内間木村の鎮守となっていた。
明治初期、神仏分離に基づき西福寺から分離するとともに、近代社格制度に基づく「村社」に列せられた。

## 交通アクセス
- 路線バス新盛橋停留所より徒歩4分。